# Madge Evans
Madge Evans (ur. 1 lipca 1909, zm. 26 kwietnia 1981) – amerykańska aktorka filmowa i telewizyjna.

## Filmografia
seriale
- 1948: The Philco Television Playhouse jako Elizabeth Bennet
- 1950: Pulitzer Prize Playhouse
- 1954: Justice
- 1955: The Alcoa Hour jako Agnes Spencer

film
- 1914: Shore Acres jako Mildred
- 1917: Sieć pożądania jako Marjorie
- 1923: On the Banks of the Wabash jako Lisbeth
- 1933: Piękność na sprzedaż jako Letty Lawson
- 1933: Kolacja o ósmej jako Paula Jordan
- 1935: David Copperfield jako Agnes
- 1935: Grosze z nieba jako Susan Sprague
- 1938: Army Girl jako Julie Armstrong

## Wyróżnienia
Posiada swoją gwiazdę na Hollywoodzkiej Alei Gwiazd.